# El ruedo ibérico
El ruedo ibérico es una serie de novelas del escritor español Valle-Inclán. Fue proyectada como una serie de tres ciclos, cada uno a su vez conformado por una trilogía. Sólo publicó dos novelas enteras del primer ciclo, primero por capítulos en la prensa, y una tercera, que también inició su publicación por capítulos, se quedó sin terminar. Los títulos que habrían conformado la serie habrían sido:
El ruedo ibérico. Los amenes de un reinado (Serie 1ª):
- La corte de los milagros (1927).

Aires nacionales (El Sol, 1931; incorporada a La corte de los milagros).
- ¡Viva mi dueño! (1928).
- Baza de espadas. Vísperas septembrinas (El Sol, 1932, incompleta; 1958)

El ruedo ibérico. Aleluyas de la Gloriosa (Serie 2ª):
- España con honra [en proyecto; sin realizar].
- Trono en ferias [en proyecto; sin realizar].
- Fueros y cantones [en proyecto; sin realizar].

El ruedo ibérico. La Restauración borbónica (Serie 3ª):
- Los salones alfonsinos [en proyecto].
- Dios, Patria y Rey [en proyecto; sin realizar].
- Los campos de Cuba [en proyecto; sin realizar].

Este ciclo ofrece una visión esperpéntica de España.
Diego Martínez Torrón ha realizado la primera edición anotada de El ruedo ibérico destacando sus valores, y una edición de importantes manuscritos inéditos de El ruedo ibérico. 